# Афонсу Круш
Афо̀нсу Круш (на португалски: Afonso Cruz) е португалски писател, аниматор, илюстратор и музикант.
Роден е на 9 юли 1971 година във Фигейра да Фош. Първоначално работи като аниматор и режисьор на анимационни филми. През 2008 година публикува първия си роман, последван от няколко десетки книги в различни жанрове – романи, разкази, есета, пиеси. Получава Наградата за литература на Европейския съюз за романа „Куклата на Кокошка“ (A Boneca de Kokoschka, 2010). На български са издавани също романът „Книгите, които погълнаха баща ми“ (Os Livros que Devoraram o Meu Pai, 2010) и графичният разказ „Опак свят или противоречието в човешката природа“ (A contradição humana, 2010).